# Another Place, Another Time (album)
Pour les articles homonymes, voir Another Place, Another Time.
Albums de Jerry Lee Lewis
Soul My Way
(1966) She Still Comes Around
(1969)
Another Place, Another Time est un album de Jerry Lee Lewis, enregistré sous le label Smash Records et sorti en 1968.

## Liste des chansons
1. What's Made Milwaukee Famous (Has Made a Loser Out of Me) (Glenn Sutton (en))
2. Play Me a Song I Can Cry To (Jerry Chesnut (en))
3. On the Back Row (Chestnut/Norris Wilson)
4. Walking the Floor Over You (en) (Ernest Tubb)
5. All Night Long (Don Chapel)
6. I'm a Lonesome Fugitive (Casey Anderson/Lynn Anderson)[2]
7. Another Place, Another Time (Chestnut)
8. Break My Mind (John D. Loudermilk)
9. Before the Next Teardrop Falls (en) (Venna Keith/Ben Peters)
10. All the Good Is Gone (Dottie Bruce/Norris)
11. We Live in Two Different Worlds (Fred Rose)

## Source de la traduction
- (en) Cet article est partiellement ou en totalité issu de l’article de Wikipédia en anglais intitulé « Another Place, Another Time » (voir la liste des auteurs).